# 国家の内部における国家
国家の内部における国家（こっかのないぶにおけるこっか、state within a state、ラテン語: imperium in imperio, status in statu）とは、一国における内部の機関・組織が政治的リーダーシップ（文民統制）に応じない（応えない・従わない）、という政治的な状態を指す。バールーフ・デ・スピノザのimperium in imperioに由来する。この場合の「内部の機関・組織」とは、一般的に軍隊や情報機関、公安警察などにおける機関・組織を意味する。
また、時として別の用法で、公式な位置付け（デ・ジュリ）において政府の指揮下に在りながらも、事実上（デ・ファクト）において民間の私企業であるかのように行動する国有企業を指すこともある。

## 「国家の内部における国家」であることが疑われる事例
- アメリカ合衆国における中央情報局（「見えない政府」「第2の合衆国政府」とあだ名される）
- 大日本帝国における関東軍および満洲国
- ナチス・ドイツにおける親衛隊
- ヴァイマル共和政におけるヴァイマル共和国軍
- フランコ体制下のスペインにおけるスペイン陸軍
- パキスタンにおける軍統合情報局[2]
- カメルーンにおけるen:Cameroon Development Corporation
- イギリス帝国統治下のギアナ（en:British Guiana、現・ガイアナ）におけるen:Booker-McConnell
- レバノンにおけるパレスチナ解放機構（en:PLO in Lebanonを参照）、ヒズボラ
- イヴァン4世のオプリーチニナ
- ワズィーリスターン
- トルコにおける灰色の狼、エルゲネコン、ギュレン運動[3]など (en:Deep state in Turkey)
- ソビエト連邦のKGB
- ベトナム共和国（南ベトナム）におけるベトナム共和国陸軍
- 大韓民国におけるKCIA
- イランにおけるイスラム革命防衛隊